# Teratosphaeria veloci
Teratosphaeria veloci är en svampart som beskrevs av Crous & Summerell 2009. Teratosphaeria veloci ingår i släktet Teratosphaeria och familjen Teratosphaeriaceae.   Inga underarter finns listade i Catalogue of Life.